# Kosonsoy
Kosonsoy (kyrillisch und tadschikisch Косонсой; kirgisisch Касансай Kasansai; russisch Касансай Kassansai) ist eine kreisfreie Stadt und zudem Hauptort des gleichnamigen Bezirkes im usbekischen Teil des Ferghanatales in der Viloyat Namangan.
Die Bevölkerung betrug im Jahr 2006 43.684 Einwohner. Die Mehrheit der Bevölkerung sind Tadschiken. Kosonsoy liegt am gleichnamigen Fluss Kosonsoy am Nordrand des Ferghanatales an der Grenze zum nördlich gelegenen Kirgisistan. 3 km nördlich erheben sich die Berge des Tschatkalgebirges. Kosonsoy liegt 28 km nordnordwestlich der Viloyathauptstadt Namangan.
Von wirtschaftlicher Bedeutung sind Gemüseanbau, Milchwirtschaft und Seidenspinnerei.